# مرتضی بن زید المحطوری
مرتضی بن زید المحطوری (زاده ۱۳ رمضان سال ۱۳۷۳ هجری قمری مصادف با سال ۱۹۵۴ میلادی در در روستای بنی اسد در منطقه محابشه یمن درگذشته ۲۹اسفند ۱۳۹۳) از علمای زیدیه استاد دانشکده الهیات و حقوق دانشگاه صنعا و رئیس مؤسسه علمی و فرهنگی بدر در یمن و مؤسسه کرسی فقه زیدی دانشگاه مذاهب اسلامی بود.

## زندگی
المحطوری در ۱۳ رمضان سال ۱۳۷۳ هجری قمری مصادف با سال ۱۹۵۴ میلادی در روستای بنی اسد در منطقه محابشه یمن متولد شد. وی پس از فراگیری علوم قرآنی به صنعا مهاجرت کرد و در مسجد جامع صنعا و در دیگر مساجد این شهر و نزد علمای صنعا درس آموخت.
المحطوری استاد دانشکده الهیات و حقوق دانشگاه صنعا، رئیس مرکز علمی و فرهنگی بدر و دارای دکترای دانشگاه قاهره در رشته اصول فقه بود. وی اجازات علمی متعددی از علمای یمن داشته و ضمن عضویت در جمعیت علمای یمن و عضویت در اتحاد جهانی علمای اسلام و نائب رئیسی شورای عالی تقریب مذاهب اسلامی را بر عهده داشته است.
المحطوری از فقه زیدی و فقه شیعه به عنوان دو بال برای یک جسم یاد کرده و معتقد است: 
هیچ‌یک از کتاب‌های مهم زیدی را نمی‌بینید، مگر اینکه از امام باقر (ع) و امام صادق (ع) در آن آمده و بهترین سند برای رسیدن به آموزه‌های اسلامی، اهل بیت (ع) هستند.

## تأسیس کرسی فقه زیدی
المحطوری بهمن‌ماه ۱۳۹۳، با حضور در دانشگاه مذاهب اسلامی در تهران، کرسی فقه زیدی را افتتاح و مبانی تدریس این فقه را تشریح کرده بود.
المحطوری همچنین یکی از تشکیل دهندگان شورای مجمع جهانی تقریب مذاهب اسلامی در یمن بود.

## آثار
- آشنایی با مذهب زیدیه ترجمه علی اسودی انتشارات دانشگاه مذاهب اسلامی[۶]
- الحدائق الوردیه فی مناقب ائمه الزیدیه، ۲ جلد، مکتبة بدر، چاپ اول، صنعا ۱۴۲۳ق/۲۰۰۲م.[۷]

## درگذشت
وی در ۲۹اسفند ۱۳۹۳ به دنبال انفجارهای تروریستی در مساجد صنعا درگذشت. داعش مسئولیت این حملات را به عهده گرفته است.